# Перуанская голая собака
Перуанская голая собака (исп. perro sin pelo del Perú), или перуанская орхидея инков, или голая собака инков, или виринго, или калато — древняя примитивная порода собак родом из Перу. Существовала задолго до цивилизации инков, появилась между III веком до нашей эры и XIV веком нашей эры. Бывает двух разновидностей — практически бесшёрстной и полностью покрытой шерстью, а также трёх размеров — малая, средняя и большая. Используется в качестве компаньона, изначально была выведена как борзая.

## История породы
Среди экспонатов археологического музея Лимы находятся предметы гончарного искусства доинковских цивилизаций Викус, Мочика, Чанкай, Чанкай с влиянием Тиуанако, Чиму и других с изображением перуанской голой собаки. По заверениям испанских археологов, они принадлежат различным народам Латинской Америки и датируются периодом начиная с 300 года до нашей эры и заканчивая 1460 годом нашей эры.
В 1987 году в найденном древнем захоронении знатного представителя племени культуры Чиму был обнаружен скелет собаки, похожей на эту. Дальнейшие многочисленные раскопки начала XXI века на территории Перу позволили обнаружить могилы со 170 мумифицированными животными. Ещё в 1621 году Пабло Хосе де Арриага писал о чёрных голых собаках, которых выращивали специально для будущих захоронений.

На первый взгляд, их кожа, очень напоминающая человеческую, вызывает отвращение, но вскоре открываешь для себя, что это очень хороший друг, идеальный спутник в холодные ночи, потому что у этой собаки тело горячее; она вегетарианка, потому что у неё не хватает зубов.— Бернабе Кобо, «История Нового Света», XVII век
Во времена инков, примерно в XI веке, перуанская собака, или как её тогда называли — перуанская лунная собака, — вошла в число шести священных собак этой цивилизации, вобравшей в себя штрихи культуры порабощённых народов, а на завоеванных территориях под запрет попала обычная ранее практика употребления собак в пищу.
Необычную внешность и высокую температуру тела перуанской собаки связывали с её мистической силой и большим запасом позитивной энергии, отчего ей приписывались целебные свойства и способность лечить многие заболевания. Во время праздников собак одевали в церемониальную одежду, а также использовали в различных ритуалах.
В отдалённых частях запада Латинской Америки сохранились названия этой собаки на языках инков и индейских племён — айку и какйа.
После покорения империи инков испанскими конкистадорами в начале XVI столетия голая собака практически исчезла, частично сохранившись лишь в сельской местности, где её скрещивали с покрытыми шерстью собратьями вплоть до XIX века, после чего собака оказалась на грани вымирания. В связи с этим властями Перу она была объявлена национальным достоянием, а её разведение и вывоз за пределы страны взяты под контроль.
В течение десятилетий усилиями энтузиастов порода была выведена практически заново. В 1960-е годы она появилась в США, где в 1996 году была признана Американским клубом собаководства как редкая порода, а в 1980-е — в Европе. В июне 1981 года признана Международной кинологической федерацией и отнесена к группе шпицев и пород примитивного типа, к подгруппе примитивных пород. В 2001 году перуанская голая собака официально признана национальным достоянием.

## Генетические исследования
Безволосость перуанской собаки обусловлена доминантным геном FOXI3 (англ. Forkhead Homebox Domain 13), вызывающим синдром эктодермальной дисплазии и имеющимся у других млекопитающих, включая человека. Действие гена характеризуется наличием редких остаточных волос на ногах, хвосте, голове и ушах, а также аномалией зубной системы, вплоть до полного отсутствия зубов. Селекционные исследования показали, что общая генетическая основа безволосости присуща трём породам: перуанской и мексиканской голым собакам, а также китайской хохлатой собаке. У породы американский голый терьер отсутствие шерсти обусловлено иным, рецессивным, геном, не сопряжено с изменениями зубной системы; щенки рождаются целиком одетыми в мягкую шерсть и теряют её без остатка после первой линьки.
Это открытие стало сюрпризом, поскольку свидетельствует об общем происхождении этих пород, в то время как считалось, что американские и азиатские собаки имеют разные корни. Археологические находки подтверждают, что голые собаки, родственные китайским, жили на американском континенте прежде, чем Америка стала известна путешественникам из Европы. Генетическое подобие собак говорит о наличии торговых связей между Азией и Америкой задолго до открытия Нового Света.
Доминантный ген безволосости, обозначаемый в литературе как {\displaystyle Hr^{hr}}, в гомозиготном состоянии приводит к гибели эмбриона. Поэтому все безволосые особи перуанской голой собаки имеют генотип {\displaystyle Hr^{hr}hr^{+}}.

## Внешний вид
Элегантная стройная собака, внешний вид которой выражает быстроту, силу и гармонию без какого-либо намёка на грубость. Имеет две разновидности: голую, с щетинистым хохолком на голове, шерстью на ушах и кончике хвоста; и полностью покрытую негустой шерстью. Имеет равное соотношение между высотой в холке и косой длиной туловища, корпус сук может быть более растянутым. Ещё одной особенностью является неполная зубная формула, связанная с врождённым отсутствием шерсти.
Голова волчьего строения, череп мезоцефалический, при взгляде сверху — широкий; линии лба и морды параллельны. Надбровные дуги умеренно развиты, затылочный бугор слабо обозначен. Переход ото лба к морде образует угол приблизительно равный 140°. Нос хорошо пигментирован, спинка носа прямая, цвет мочки должен гармонировать с различными окрасами кожи голых представителей породы и с цветом шерсти у «одетых» особей. Резцы в ножницеобразном прикусе. Скулы нормально развиты.
У собак шерстистой разновидности полная зубная формула, у голых — неполная, причём условия к увеличению количества зубов не выявлены, почти беззубые щенки могут рождаться у родителей с почти полной зубной формулой и наоборот. У малых перуанских собак зубов почти всегда меньше, чем у средних и больших; у тех и у других они чаще имеют заметный наклон вперёд. По новому стандарту у «неодетого» представителя породы могут отсутствовать даже все зубы и это не будет являться недостатком.
Глаза средних размеров, слегка миндалевидные, с внимательным и умным выражением, нормально и правильно расположены. Цвет — от чёрного до жёлтого, в гармонии либо с цветом шерсти, либо с цветом кожи у голых особей.
Уши средней длины, широкие у основания и постепенно сужающиеся к почти заострённым кончикам; в состоянии покоя заложены назад, у настороженной собаки — стоячие, образующие угол 50—90°.
Шея по форме близка к усечённому конусу, гибкая, с хорошей мускулатурой, без подвеса, по длине примерно равна голове. Линия спины прямая, иногда со спинно-поясничной выпуклостью, исчезающей к крупу. Холка слабо выражена, спина с хорошо развитыми мышцами, поясница сильная и мускулистая, составляет примерно 1/5 часть от высоты в холке. Линия верха прямая, некоторые особи отличаются спинно-поясничной выпуклостью, исчезающей к крупу, что, однако, является предпочтительным признаком для перуанских заводчиков. Верхний контур крупа слегка округлый, с наклоном к горизонтали около 40°, его строение обеспечивает хороший толчок. Грудь при осмотре спереди неширокая, доходит почти до локтей, рёбра слегка изогнутые, но не плоские. Обхват груди за локтями должен превышать высоту в холке примерно на 18 %. Нижний контур туловища тянется чёткой элегантной линией, живот хорошо, но в меру подобран.
Хвост низко посажен, сужается от основания к концу, по длине почти достигает скакательных суставов. В возбужденном состоянии может держаться поднятым в закруглённом изгибе над спиной, но не должен быть загнут кольцом. В состоянии покоя опущен со слегка поднятым концом, иногда поджат к животу.
Передние конечности при осмотре спереди совершенно вертикальные, локти не вывернуты. Угол плече-лопаточного сочленения — 100—120°. При взгляде в профиль угол, образованный пястью и вертикалью, — 15—20°. Задние конечности при осмотре сзади должны быть вертикальными, мышцы округлые и эластичные, изгиб седалищных бугров хорошо обозначен. Угол тазобедренного сустава — 120—130°, коленный угол — 140°. Передние и задние лапы средней длины, «заячьего» типа, с крепкими теплостойкими подушечками и хорошо развитыми межпальцевыми перепонками. Когти длиннее, чем у собак других пород, для тёмных собак предпочтительны чёрные когти, для более светлых — светлые.
Кожа гладкая и эластичная по всему телу. У голой разновидности возможно образование несколько округлых, почти концентрических линий на голове, вокруг глаз и скул. Цвет кожи может варьироваться от чёрного, аспидно-чёрного, серо-чёрного, иссиня чёрного, всей гаммы серого, всех оттенков генетически голубого окраса и тёмно-коричневого до белого. Возможны как предпочтительные однотонные окрасы кожи, так и имеющие розоватые отметины на всех частях тела, при этом белые или розовые пятна не должны покрывать более 1/3 тела.
У бесшёрстной разновидности, по мнению перуанских заводчиков, идеальным вариантом считается полное отсутствие шерсти, но допускается наличие её остатков на голове, конечностях и хвосте, а также нескольких редких щетинок на спине. При этом остатки шерсти не должны быть густыми и жёсткими, как не должны покрывать скулы и морду. У «одетых» шерсть должна быть короткой, гладкой и прилегающей, как у короткошёрстных собак, но ни в коем случае не курчавой, подшёрсток у большинства представителей отсутствует. Окрас любых цветов и в любых сочетаниях.
Высота в холке кобелей и сук зависит от их размера: для малых — 25—40 см, для средних — 41—50 см, для больших — 51—65 см. Вес малых — 4—8 кг, средних — 8—12 кг, больших — 12—30 кг.

## Темперамент
Спокойная, уравновешенная, сообразительная, активная и бдительная собака. Хороший сторож. Нежно привязана к своему дому и хозяину, от которого предпочитает далеко не отходить. Очень недоверчива к посторонним и не любит, когда её трогают, всем своим видом показывая насколько ей это неприятно, что является породным признаком.

## Разведение
Ранее собаки шерстистой разновидности с генотипом {\displaystyle hr^{+}hr^{+}} исключались из разведения, но последние исследования генома доказали, что использование их в селекции усилит генетическую ценность породы и будет способствовать её развитию, увеличению генетического разнообразия и сохранению, что даст возможность привлекать новых заводчиков. Кроме того, использование в разведении таких собак не влияет на рост шерсти у голых собак, но способствует улучшению у них зубной формулы.
Регистрируются только шерстистые особи, родители которых — голые собаки, имеющие родословные или прошедшие должную регистрацию в племенной книге. В дальнейшем собак в шерсти можно вязать только с бесшёрстными представителями, при этом вязки между двумя «одетыми» собаками запрещены, как запрещена регистрация таких собак в племенных книгах, если их родители не зарегистрированы надлежащим образом.
В помёте двух гетерозиготных бесшёрстных собак рождаются щенки, покрытые шерстью, так называемые «пуховки». Их количество непредсказуемо, однако согласно законам Менделя статистически их число должно составлять около 1/3. При вязках бесшёрстных и одетых собак равновероятно получение голых и шерстистых потомков. Перуанская голая собака — очень редкая порода, а из трёх разновидностей миниатюрная считается самой малочисленной, из-за чего её вывоз из Перу запрещён на законодательном уровне.

## Здоровье
Перуанские орхидеи отличаются отменным здоровьем, несмотря на постоянный инбридинг, связанный с малым количеством этих собак в мире. И голые, и покрытые шерстью собаки, в отличие от собак других пород, высовывающих язык для понижения температуры, охлаждаются всей поверхностью кожи, отчего плохо переносят слишком жаркий или холодный климат.
Слабым местом у перуанцев являются зубы, склонные к болезням и выпадению, которое начинается с двухлетнего возраста, что, к слову, не является дефектом. Наблюдаются проблемы с кожей, включая рак, появление царапин и шрамов, также возможны эпилепсия и воспаление поджелудочной железы.
Средняя продолжительность жизни — от 12 до 15 лет. В помёте малых перуанских собак от 4 до 5 щенков, у более крупных рождается 6—8 щенков, иногда 12.

## Содержание и уход
Прекрасно подходят для содержания в городской квартире, так как не оставляют шерсти. Кожа перуанских голых собак крайне чувствительна к повреждениям и воздействию солнца, поэтому очень важно содержать её в надлежащем состоянии, регулярно увлажняя. Особое внимание следует уделять ушам, где она очень тонкая и может трескаться. Чтобы поддерживать хорошую форму, собака должна много двигаться.

## Комментарии
1. ↑  Примитивными называют собак, сформировавшихся в результате естественного отбора в условиях свободной жизни и сильно отличающихся от собак, выведенных человеком.
2. ↑  «Заячья» лапа, в отличие от «кошачьей», более вытянутая, с двумя удлинёнными центральными пальцами. Позволяет собаке быстро набирать и поддерживать скорость в беге. К породам с «заячьей» лапой относятся, например, уиппет и грейхаунд.
3. ↑  В новом стандарте однотонный окрас назван предпочтительным. Однако перуанскую голую собаку называют также перуанской голой орхидеей инков за её пятнистый окрас, который во многих странах называют «орхидеей», и всегда отдавалось предпочтение именно пятнистым представителям, которые были элитой в племенах инков и жили у шаманов[4].